# 한국컴퓨터게임산업중앙회
한국컴퓨터게임산업중앙회는 회원 상호간의 친목과 권익보호, 컴퓨터게임장업의 풍토개선 및 사회일반 공익에 기여를 목적으로 1985년 2월 18일 설립된 대한민국 문화체육관광부 소관의 사단법인이다. 사무실은 서울특별시 마포구 양화로1길 32 경명빌딩 2층에 있다.

## 주요 사업
- 컴퓨터게임장업의 건전한 발전과 풍토 개선
- 건전한 놀이문화 및 연구개발